# Ultima verba

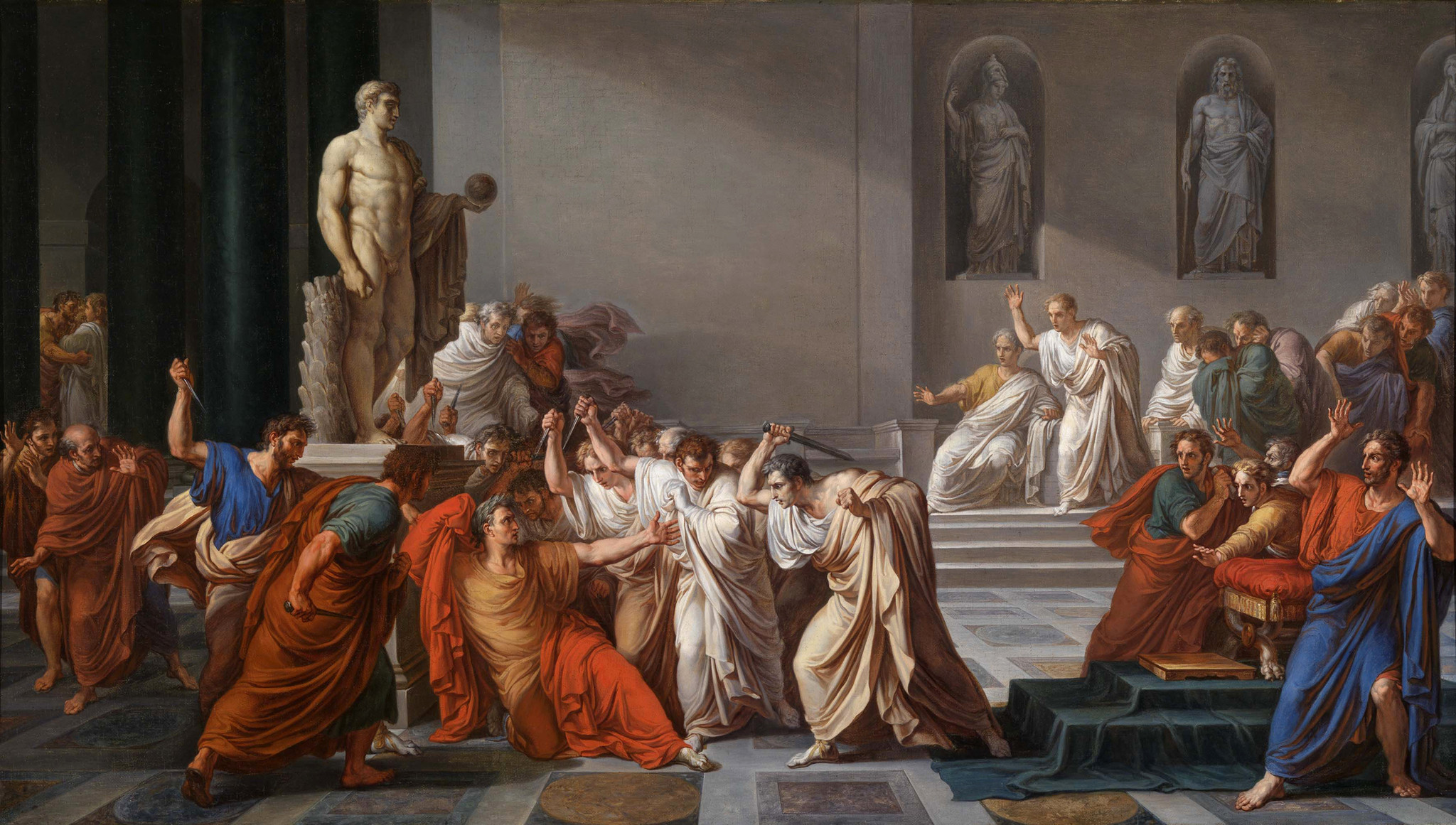
Toi aussi, mon fils ?! (La Mort de César, par Vincenzo Camuccini, 1806).

On appelle Ultima verba (du latin ; en français : « derniers mots ») les dernières paroles d'un mourant.

## Principe
De nombreux ultima verba sont devenus célèbres, comme ceux de Jules César (« toi aussi, mon fils ! »), constituant au fil des siècles un genre littéraire à part entière, particulièrement illustré sous la Révolution française ou pendant la période romantique. Parfois imaginés par l'entourage du mourant ou soigneusement préparés des années à l'avance, les derniers mots de plusieurs grands intellectuels sont devenus des adages. Mark Twain ironisait « Les gens célèbres devraient toujours faire attention à leurs derniers mots. Les écrire sur un morceau de papier et les faire lire à leurs amis. Il ne faut certainement pas attendre la fin de sa vie pour ce genre de chose… ». Les condamnations à mort fournissent toutefois l'occasion d'ultima verba préparés et facilement authentifiables.
Les ultima verba sont généralement courts et chargés de symbole (ils tiennent alors de l'apophtegme), mais aussi parfois empreints d'humour, volontaire ou non.

## Ultima verbacélèbres

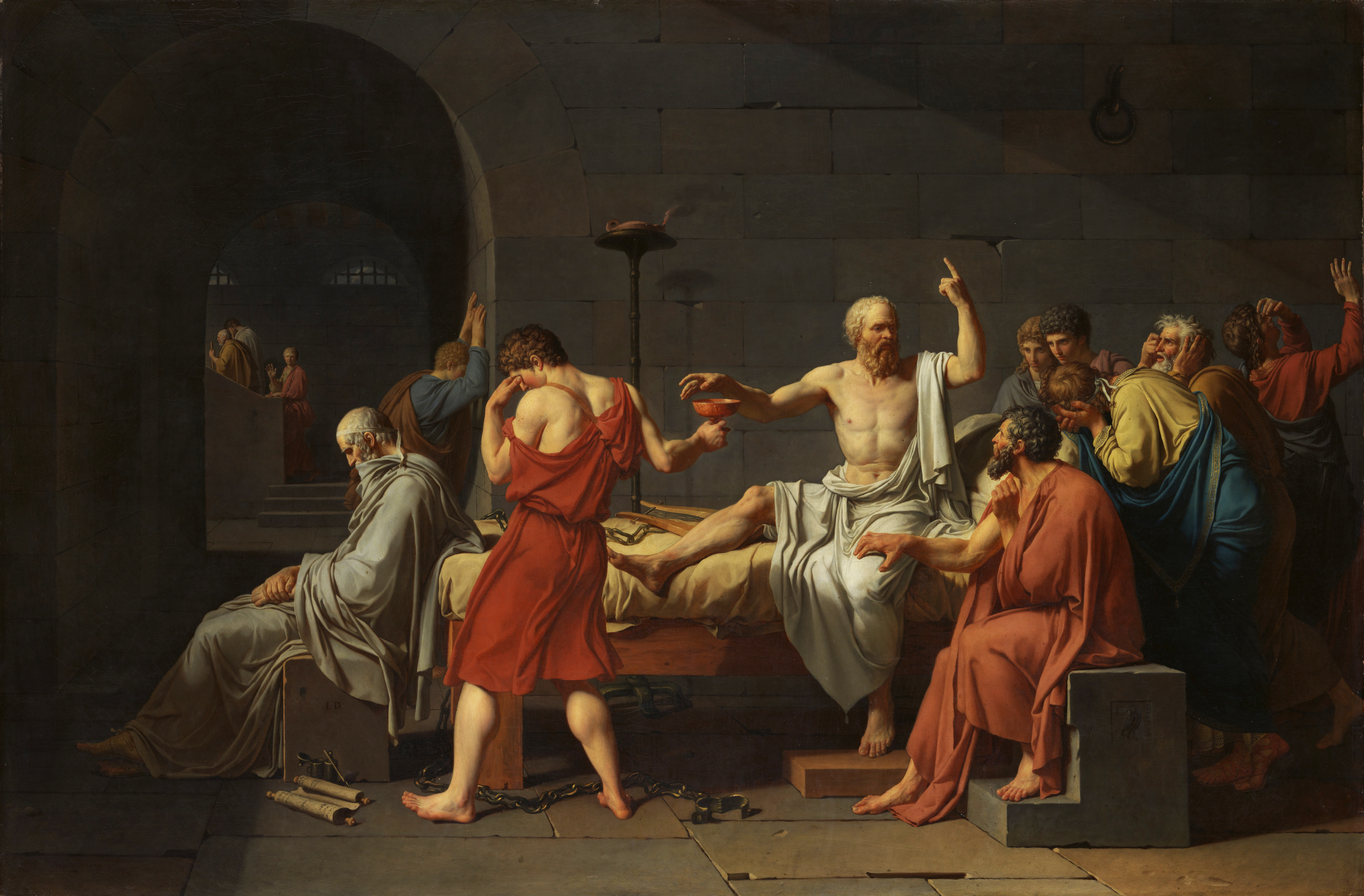
Socrate, buvant le poison : Criton, nous devons un coq à Esculape. Payez cette dette, ne soyez pas négligents. (J-L. David, La Mort de Socrate, 1787).

### Antiquité
- « Criton, nous devons un coq à Esculape. Payez cette dette, ne soyez pas négligents. » -- Socrate, condamné au suicide en -399.
- « Ne dérange pas mes cercles ! » -- Archimède, réprimandant un soldat romain en -212.
- « Toi aussi, mon fils ! » -- Jules César, assassiné par son fils adoptif en - 44 av. J.-C.
- « Tout est consommé » -- Jésus Christ, 33
- « La pièce est terminée, vous pouvez applaudir. » -- L'empereur Auguste, 14.
- « Ça ne fait pas mal. » -- Arria, femme du sénateur romain Caecina Paetus condamné à se suicider, venant elle-même de se poignarder à mort pour encourager son mari à l'imiter sans peur, en 42.
- « Quel grand artiste périt avec moi ! » -- L'empereur Néron, mort en 68.

### Moyen-Âge
- « J’ai passé toute ma vie le sabre à la main, mais aujourd'hui je meurs dans mon lit, comme un chameau. » -- Khalid ibn al-Walid, général du prophète Mahomet, un des rares militaires historiques n'ayant jamais perdu une bataille de toute sa carrière. Mort en 632.
- « Prenez soin de ma femme et de mes enfants » -- Arnold von Winkelried, soldat suisse, avant de se jeter sur les piques ennemies pour ouvrir une brèche dans les lignes autrichiennes lors de la Bataille de Sempach en 1386, selon la légende.

### XVIesiècle
- « Je désire aller en enfer et pas au ciel. J’y apprécierai la compagnie des papes, des princes et des rois, alors qu’au ciel ne s’y trouvent que les mendiants, les moines et les apôtres. » -- Nicolas Machiavel, 1527.
- « Je n’ai rien, je dois beaucoup, je lègue le reste aux pauvres … La farce est finie : tirez le rideau. » -- François Rabelais, 1553.
- « Adieu, mes chers amis : je m’en vais le premier pour vous préparer la place. » -- Pierre de Ronsard, 1585.
- « Ce n’est pas la mort que je crains, mais de mourir. » -- Michel de Montaigne, 1592.
- « La bataille fait rage : portez mon armure et battez mon tambour de guerre ; n'annoncez pas ma mort. » -- Le général Yi Sun-sin, blessé à mort au combat en 1598.

### XVIIesiècle
- « Tout ce que je possède pour un instant de plus » -- La reine Élisabeth Ire d'Angleterre, 1603.
- « J’ai déjà un pied dans l’étrier. » -- Miguel de Cervantès, 1616.
- « Ne me parlez plus, votre mauvais style me dégoûte ! » -- François de Malherbe, 1628, interrompant son confesseur.
- « … Eh bien, Dante m’emmerde ! » -- Lope de Vega, 1635.
- « Je m’en vais ou je m’en va… L’un et l’autre se dit ou se disent. » -- le grammairien Vaugelas, 1650. 
  - Paul Morand prête ces mots à un autre grammairien, Émile Littré (mort en 1881).
- « Je lègue tous mes biens à mon épouse, à condition qu’elle se remarie. Ainsi, il y aura tout de même un homme qui regrettera ma mort. » -- Scarron, 1660.
- « Que Dieu ne m'abandonne jamais. » -- Blaise Pascal, 1662.

### XVIIIesiècle
- « Je m'en vais, mais l'État demeurera toujours. » -- Louis XIV, 1715.
- « Ne pleurez pas pour moi : je vais là où la musique est née. » -- Jean-Sébastien Bach, 1750.
- « Je ne sens autre chose qu’une difficulté d’être. Je ne croyais pas faire tant de façons pour mourir. » -- Fontenelle, mourant centenaire en 1757.
- « Je meurs en adorant Dieu, en aimant mes amis, en ne haïssant pas mes ennemis, en détestant la superstition. » -- Voltaire, 1778. 
  - Sacha Guitry lui prête d'autres mots : « Je m’arrêterais de mourir, s’il me venait un bon mot ou une bonne idée. »
- « Vous voyez comme le ciel est pur et serein. J’y vais… » -- Jean-Jacques Rousseau, 1778.
- « Je vois que vous avez fait trois fautes d'orthographe » -- Le marquis de Favras, lisant sa condamnation à mort en 1790.
- « Pardonnez-moi, monsieur. Je ne l'ai pas fait exprès. » -- Marie-Antoinette d'Autriche, au bourreau dont elle venait de marcher sur le pied, en 1793.
- « Peuple, je meurs innocent ! », puis aux bourreaux « Messieurs, je suis innocent de tout ce dont on m'inculpe. Je souhaite que mon sang puisse cimenter le bonheur des Français » -- Louis XVI, guillotiné en 1793.
- « Hélas ! je n’ai rien fait pour la postérité ; et pourtant, j’avais quelque chose là... » -- André Chénier, se frappant le front en montant à l'échafaud, 1794.
- « Tu montreras ma tête au peuple, elle en vaut la peine » -- Georges Jacques Danton, en montant à l'échafaud, 1794.

### XIXesiècle
- « C'est bien. » -- Emmanuel Kant, 1804.
- « Je sens que je quitte la terre et non la vie. » -- Bernardin de Saint-Pierre, 1814.
- « Je ne veux rien, à part la mort. » -- Jane Austen, 1817.
- « Au ciel, j'entendrai. » -- Beethoven, souffrant de surdité depuis de longues années, 1832.
- « Plus de lumière ! » (« Mehr Licht ! ») -- Goethe, 1832.
- « Encore cinq ans et je serais devenu un grand artiste. » -- Hokusaï, 1849.
- « Maintenant, je suis à la source du bonheur. » -- Frédéric Chopin, 1849.
- « Appelez Bianchon ! Seul Bianchon peut me sauver ! » -- Honoré de Balzac, citant le nom du médecin qu'il avait imaginé dans ses romans. Mort en 1850.
  - Robert Sabatier lui prête d'autres mots : « Huit jours avec de la fièvre ! J’aurais encore eu le temps d’écrire un livre. »
- « Le soleil est Dieu. » -- le peintre Joseph Mallord William Turner, mort en 1851.
- « C'est ici le combat du jour et de la nuit… Je vois de la lumière noire. » -- Victor Hugo, mort en 1885.
- « J’irai sous la terre et toi, tu marcheras dans le soleil. » -- Arthur Rimbaud, mort en 1891.
- « Ou c'est ce papier peint qui disparaît, ou c'est moi. » -- Oscar Wilde, mort en 1900.
  - Jean-Loup Chiflet lui prête d'autres mots, après lecture de la note du médecin : « Je meurs vraiment au-dessus de mes moyens ».

### XXesiècle
- « Mozart ! » -- Le compositeur Gustav Mahler, mort en 1911.
- « Est-ce que personne ne comprend ? » -- l'écrivain James Joyce, 1941.
- « En 39 ans, c’est tout ce que j’ai fait. » -- Dylan Thomas, 1953. 
  - Ben Schott lui prête d'autres mots : « J'ai bu dix-huit whiskies secs. Je crois que c'est un record. »[2]
- « Et maintenant, foutez-moi la paix ! » -- Paul Léautaud, 1956.
- « Je suis tellement las de tout cela. » -- Winston Churchill, 1965.
- « Buvez à ma santé ! » -- Pablo Picasso, 1973.
- « Il ne suffit pas d'être un grand homme, il faut l'être au bon moment. » -- Georges Pompidou, 1974.
- « T'inquiète. Regarde : il n'est même pas chargé. » -- Terry Kath, avant de se tirer accidentellement une balle dans la tête en 1978.
- « J'ai l'impression qu'il y a une histoire d'amour entre l'infirmière et le grand Noir qui fait le ménage... »[3] -- Jacques Tati, 1982.

### XXIesiècle
- « J'emmerde la mort ! » (« Fuck death! ») -- Marlon Brando, 2004.

## Ultima verbacélèbres dans la fiction
- « Mon panache. » -- Cyrano dans le roman Cyrano de Bergerac (1897) d'Edmond Rostand.
- « Rosebud » -- Charles Foster Kane dans le film Citizen Kane (1941) d’Orson Welles.
- « J'ai vu tant de choses que vous humains ne pourrez pas croire. De grands navires en feu surgissant de l'épaule d'Orion. J'ai vu des rayons fabuleux, des rayons C, briller dans l'ombre de la Porte de Tannhäuser. Tous ces... moments se perdront... dans l'oubli. Comme... les larmes... dans la pluie... Il est temps de mourir. » -- aussi appelé « Monologue des larmes dans la pluie » (like tears in rain), par le Réplicant Roy Batty (Rutger Hauer) dans le film Blade Runner (1982) de Ridley Scott.
- « Monde de merde ! » -- Georges Abitbol (John Wayne) dans le flim La Classe américaine (1993) de Michel Hazanavicius et Dominique Mézerette.

### Ressource radiophonique
- Jean Lebrun, « La société des vivants et des morts : oraisons funèbres et derniers mots » [audio], émission La Marche de l'histoire (29 min), France Inter, 29 octobre 2019.